# Шарифов, Камран Эльхан оглы
Камран Шарифов (азерб. Sharifov Kamran Elxan Oglu; род. 14 апреля 1990, Баку) — азербайджанский каратист, двукратный чемпион мира. Обладатель четвертого дана. Чемпион 1 Всемирного чемпионата по контактному карате. 

## Биография
Родился 14 апреля 1990 года в Азербайджанской ССР. Жил в городе Баку. Учился в школе №133. С 9 лет занимался восточными единоборствами: комбат джиу-джитсу, контакт каратэ у Ариза Агаева, заслуженного мастера спорта международного класса (8 дан).  
Многократный чемпион Республики Азербайджан. 
В 2003 году на Открытом чемпионате Украины по каратэ (20-23 февраля, Донецк) занял первое место.
Трехкратный чемпион Открытого международного турнира 2003 (20-23.07.2003), 2005 (10-13.08.2005), 2008 (10-12.05.2008) годов. 
В 2008 году окончил Высшую военную академию им. Гейдара Алиева, и прошел службу в качестве офицера в Вооруженных силах Азербайджана.
В 2013 году стал чемпионом мира Goju Ryu Karate Irikumi (23-24 ноября 2013 года, Бергамо, Италия). 
Чемпион 1 Всемирного чемпионата по контактному карате (Италия, г. Триест, 12-14 июня 2015). 
Мастер спорта международного класса. Обладатель черного пояса 4 дана (международной категории). 
В 2014 году стал президентом Федерации контакт-каратэ Ямало-Ненецкого автономного округа.